# Gdziekolwiek jesteś (książka)
Gdziekolwiek jesteś... – cykl liryków miłosnych Antoniego Langego. Tomik został wydany po śmierci autora w 1931, ale przygotowany do druku został przez samego Langego. Obejmuje najbardziej znane erotyki Langego. Wiersze te charakteryzowało intelektualne wejrzenie w istotę miłości, rozmyślanie nad jej metafizycznym sensem, próba połączenia miłości platonicznej z miłością erotyczną w duchu filozofii buddyjskiej i spirytualizmu.